# 小倉村 (和歌山県)
小倉村（おぐらむら）は、和歌山県那賀郡にあった村。紀の川の中流左岸、和歌山線の沿線、現在の和歌山市の東端および岩出市大字船戸・山崎にあたる。

## 地理
- 山岳：高積山、城ヶ峯、鳩羽山、御茶屋御殿山
- 河川：紀の川

## 歴史
- 1889年（明治22年）4月1日 - 町村制の施行により、大垣内村・満屋村・吐前村・金谷村・新庄村・新在家村・田中村・下三毛村・上三毛村・山崎村の区域をもって発足。
- 1956年（昭和31年）9月30日 - 大字山崎および上三毛の一部（字船戸）が岩出町・山崎村・根来村・上岩出村と合併し、改めて岩出町が発足。
- 1958年（昭和33年）4月1日 - 和歌山市に編入。同日小倉村廃止。

## 交通

### 鉄道路線
- 日本国有鉄道
  - 和歌山線
    - 船戸駅（1956年まで） - 紀伊小倉駅